# Sh2-79
Sh2-79 è una grande nebulosa a emissione visibile nella costellazione dell'Aquila.
Si osserva nella parte settentrionale della costellazione in un tratto della Via Lattea fortemente oscurato dalle polveri interstellari e dai densi banchi di gas neutro noti in questo tratto col nome di Fenditura dell'Aquila; nonostante la sua grande estensione, la nube è di difficile osservazione a causa della sua debolezza. Il periodo più adatto per la sua individuazione va da giugno a novembre.
Si tratta di un'estesa regione H II probabilmente associata al grande resto di supernova G 49.2-0.7, ben visibile alle onde radio e situato a una distanza di circa 6000 parsec (oltre 19500 anni luce); Sh2-79 viene a trovarsi così sul Braccio del Sagittario, nei pressi della grande regione di formazione stellare W51 e in particolare di W51C, di cui G 49.2-0.7 fa parte. Secondo diversi studi, la regione di W51 rappresenta il primo stadio della formazione di un'associazione OB, com'è indicato dalla presenza di numerose stelle di classe spettrale O situate nella regione e racchiuse all'interno di una nube molecolare, le cui emissioni sono ben visibili nelle onde radio; W51 è inoltre ritenuta da alcuni scienziati come il punto in cui si origina il Braccio di Orione, separandosi dal Braccio del Sagittario.